# The Fame Monster
The Fame Monster är en förnyad utgåva den amerikanska artisten Lady Gagas debutalbum The Fame, släppt den 18 november 2009. Skivan är en blandning mellan pop, dans, och elektronisk musik. Det huvudsakliga temat för albumet är den mörka sidan av berömmelsen, i motsats till hennes tidigare album, vars tema var den glamourösa sidan av kändisskapet.
Albumet innehåller 8 nya låtar och 15 låtar från albumet The Fame. Albumet har även släpps som en EP, där endast de nya låtarna ingick. 
Totalt har albumet sålt över 18 miljoner exemplar och är tillsammans med The Fame ett av 2000-talets mest sålda album.

## Låtlista
| Nr  | Titel                                      | Kompositör                                                                | Längd |
| --- | ------------------------------------------ | ------------------------------------------------------------------------- | ----- |
| 1.  | Bad Romance                                | Lady Gaga och RedOne                                                      | 4:55  |
| 2.  | Alejandro                                  | Lady Gaga och RedOne                                                      | 4:34  |
| 3.  | Monster                                    | Lady Gaga, RedOne och Space Cowboy                                        | 4:09  |
| 4.  | Speechless                                 | Lady Gaga                                                                 | 4:31  |
| 5.  | Dance In The Dark                          | Lady Gaga, Fernando Garibay                                               | 4:49  |
| 6.  | Telephone (med Beyoncé)                    | Lady Gaga, Rodney Jerkins, LaShawn Daniels, Lazonate Franklin och Beyoncé | 3:41  |
| 7.  | So Happy I Could Die                       | Lady Gaga, RedOne och Space Cowboy                                        | 3:55  |
| 8.  | Teeth                                      | Lady Gaga och Taja Riley                                                  | 3:41  |
| 9.  | Just Dance (med Colby O'Donis)             | Lady Gaga, Red One och Aliaune Thiam                                      | 4:01  |
| 10. | LoveGame                                   | Lady Gaga och Red One                                                     | 3:36  |
| 11. | Paparazzi                                  | Lady Gaga och Rob Fusari                                                  | 3:28  |
| 12. | Poker Face                                 | Lady Gaga och Rob Fusari                                                  | 4:31  |
| 13. | Eh, Eh (Nothing Else I Can Say)            | Lady Gaga och Martin Kierszenbaum                                         | 2:55  |
| 14. | Beautiful, Dirty, Rich                     | Lady Gaga och Rob Fusari                                                  | 2:52  |
| 15. | The Fame                                   | Lady Gaga och Martin Kierszenbaum                                         | 3:42  |
| 16. | Money Honey                                | Lady Gaga, Red One och Billal Hajji                                       | 2:50  |
| 17. | Starstruck (med Flo Rida och Space Cowboy) | Lady Gaga, Martin Kierszenbaum, Nick Dresti och Tramar Dillard            | 3:37  |
| 18. | Boys Boys Boys                             | Lady Gaga och Red One                                                     | 3:22  |
| 19. | Paper Gangsta                              | Lady Gaga och Red One                                                     | 4:23  |
| 20. | Brown Eyes                                 | Lady Gaga och Rob Fusari                                                  | 4:03  |
| 21. | I Like It Rough                            | Lady Gaga och Martin Kierszenbaum                                         | 3:22  |
| 22. | Summerboy                                  | Lady Gaga, Brian Kierulf och Josh Schwartz                                | 4:13  |
| 23. | Disco Heaven                               | Lady Gaga, Rob Fusari och Tom Kafafian                                    | 4:13  |

| 1. | Bad Romance             | Lady Gaga och RedOne                                                      | 4:55 |
| 2. | Alejandro               | Lady Gaga och RedOne                                                      | 4:34 |
| 3. | Monster                 | Lady Gaga, RedOne och Space Cowboy                                        | 4:09 |
| 4. | Speechless              | Lady Gaga                                                                 | 4:31 |
| 5. | Dance In The Dark       | Lady Gaga, Fernando Garibay                                               | 4:49 |
| 6. | Telephone (med Beyoncé) | Lady Gaga, Rodney Jerkins, LaShawn Daniels, Lazonate Franklin och Beyoncé | 3:41 |
| 7. | So Happy I Could Die    | Lady Gaga, RedOne och Space Cowboy                                        | 3:55 |
| 8. | Teeth                   | Lady Gaga och Taja Riley                                                  | 3:41 |